# Struthanthus acostensis
Struthanthus acostensis är en tvåhjärtbladig växtart som beskrevs av L.A.González & J.F.Morales. Struthanthus acostensis ingår i släktet Struthanthus och familjen Loranthaceae. Inga underarter finns listade i Catalogue of Life.